# Dogu'a Tembien

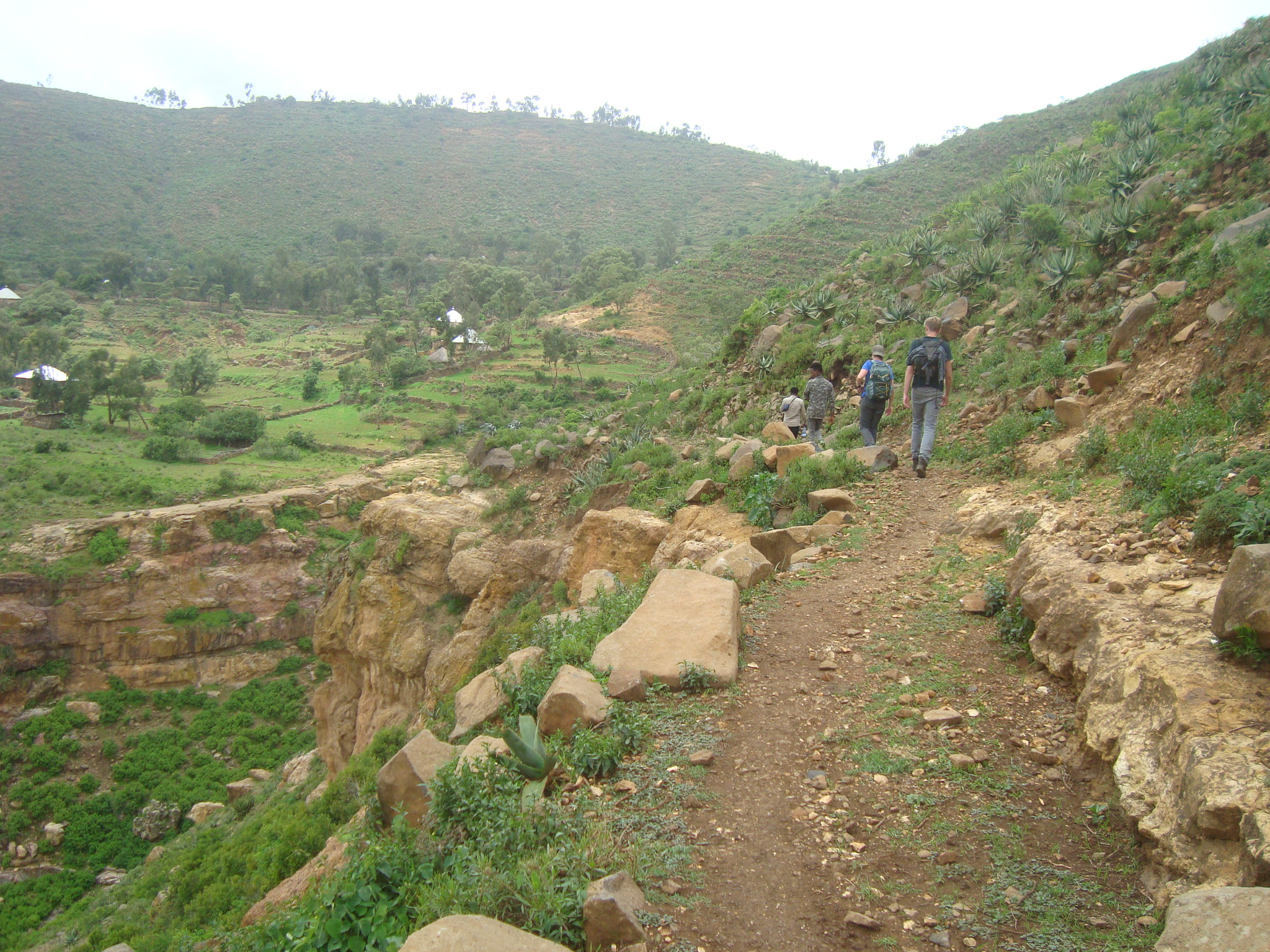

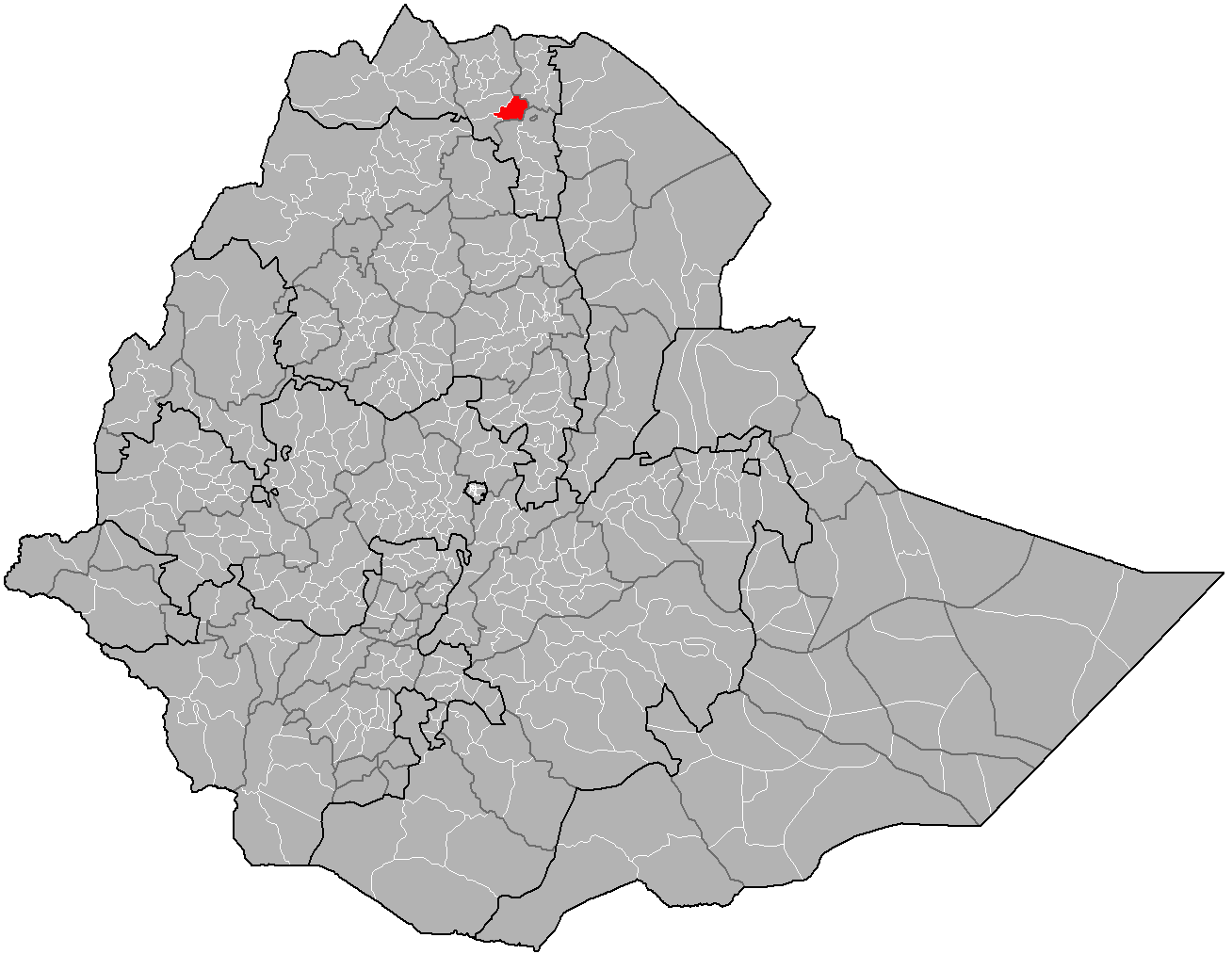
Dogu’a Tembien binnen Ethiopië

Dogu'a Tembien (Tigrinya, "Hoog Tembien") is een van de woreda's in de regio Tigray in Ethiopië. Het is gedeeltelijk vernoemd naar de voormalige provincie Tembien. Tegenwoordig maakt het bergachtige district deel uit van de Zuidoostelijke Tigray Zone. Het bestuurlijke centrum van deze woreda is Hagere Selam.

## Aardrijkskunde

### Bergtoppen

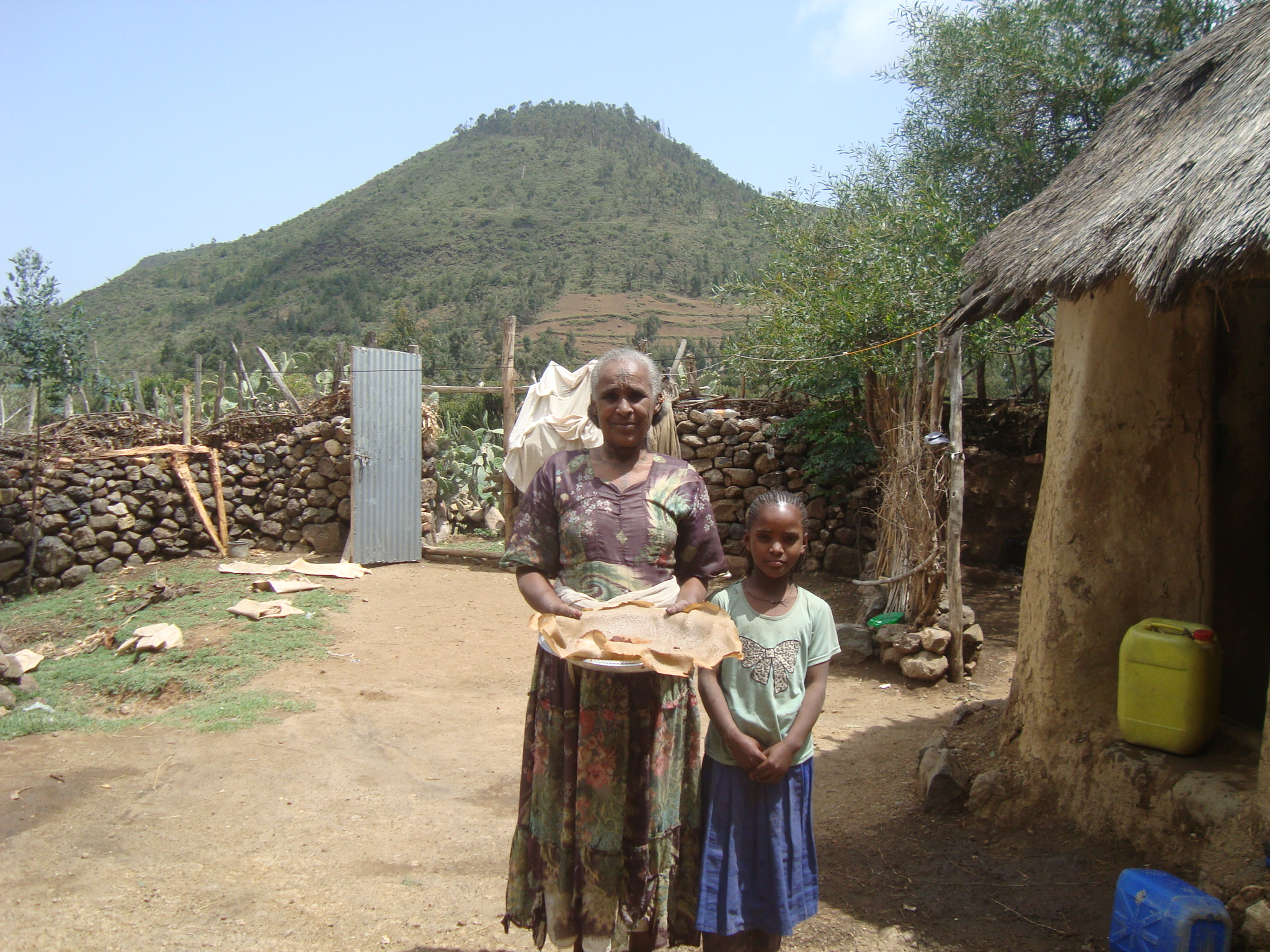
De Gumawtaberg, een van de toppen van de Tsatsen-mesa, de hoogste locatie van Dogu'a Tembien

- Tsatsen, 2815 meter, een brede mesa tussen Hagere Selam en Inda Maryam Qorar (13° 37′ NB, 39° 10′ OL )
- Ekli Imba, 2799 meter, top van het Arebay massief in Arebay tabia of district (13° 43′ NB, 39° 16′ OL )
- Imba Zuw'ala, 2710 meter, bij Hagere Selam (13° 39′ NB, 39° 11′ OL )
- Aregen, 2660 meter, in Aregen tabia (13° 37′ NB, 39° 5′ OL )
- Dabba Selama, 2630 meter, in Haddinnet Tabia (13° 43′ NB, 39° 12′ OL ) (niet te verwarren met de gelijknamige klooster)
- Imba Dogu'a, 2610 meter, in Mizane Birhan tabia (13° 37′ NB, 39° 16′ OL )
- Imba Ra'isot, 2590 meter, in Ayninbirkekin tabia (13° 40′ NB, 39° 15′ OL )
- Itay Sara 2460 meter, in Haddinnet tabia (13° 43′ NB, 39° 10′ OL )
- Imba Bete Giyergis, 2390 meter, in Debre Nazret tabia (13° 30′ NB, 39° 19′ OL )
- Tsili 2595 meter, in Haddinnet tabia (13° 44′ NB, 39° 11′ OL )

### Laagste plaatsen
De laagste plaatsen van het district liggen waar de belangrijkste rivieren het district verlaten. Ze liggen vaak kort bij de hoogste punten, wat de magnitude van het reliëf illustreert.
- Langs Giba Rivier, nabij Kemishana, 1.406 meter (13° 29′ NB, 39° 07′ OL )
- Langs Agefet Rivier, noorden van Azef, 1.720 meter (13° 48′ NB, 39° 14′ OL )
- Langs Tsaliet Rivier, onder de rotsen waar het Dabba Selama klooster op staat, 1.763 meter (13° 42′ NB, 39° 05′ OL )
- Aan de samenvloeiing van Tanqwa en Tsech'i rivieren, iets stroomopwaarts van May Lomin, 1.897 meter (13° 37′ NB, 39° 01′ OL )

### Bergpassen

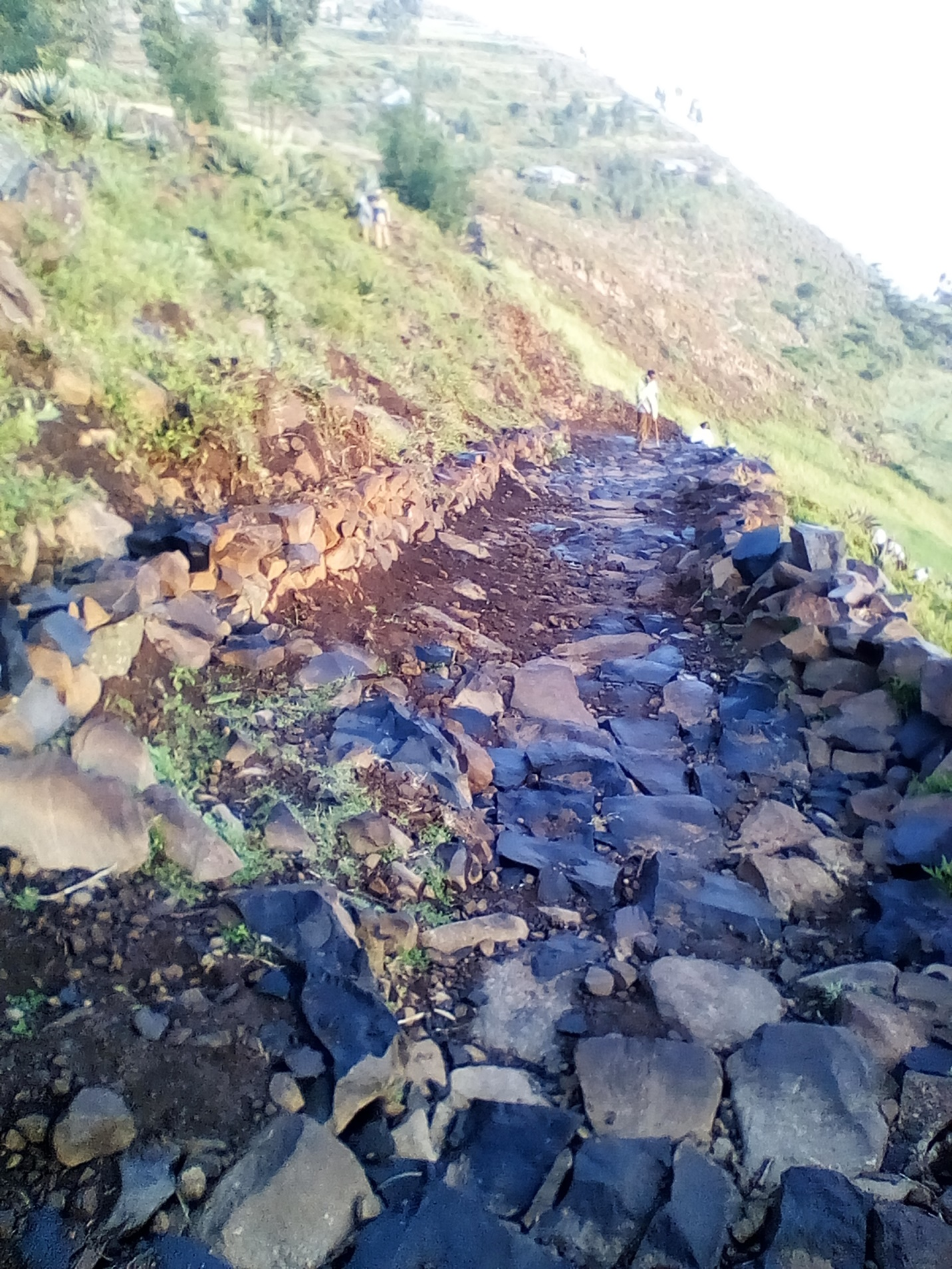
Onderhoud van het voetpad richting Ksad Addi Amyuk

Sinds eeuwen volgen voet- en trekpaden in Dogu'a Tembien bergpassen, ksad genoemd, wat in het Tigrinya 'nek' betekent.
- Ksad Halah (13° 40′ NB, 39° 15′ OL ), een smalle doorgang tussen de Giba en Tsaliet bekkens, ook doorkruist door de hoofdweg
- Ksad Miheno (13° 40′ NB, 39° 13′ OL ), nog een plaats waar een aantal paden de Giba en Tsaliet bekkens verbindt; hier is de hoofdweg een kamweg die de pas dwars kruist
- Ksad Addi Amyuk (13° 39.3′ NB, 39° 10.3′ OL ), met 2710 meter de hoogste pas van het gebied, doorkruist door de weg naar Hagere Selam
- Ksad Mederbay (13° 38.75′ NB, 39° 15.3′ OL ), een V-vormige pas die zowat de hoofdingang vormt van Dogu'a Tembien, afkomstig uit Mekelle met veel convergerende voetpaden en muilezelpaden. Het was ook een slagveld tijdens de Ethiopische burgeroorlog van de jaren tachtig
- Ksad Azef (13° 44.2′ NB, 39° 13′ OL ), een plaats waar de Tembien hooglanden betrekkelijk eenvoudig kunnen worden bereikt indien afkomstig van de Gheralta laagland. Tijdens de Italiaanse invasie was het een belangrijk slagveld tijdens de Eerste Slag bij Tembien - de Italianen noemden het Passo Abaro[1]
- Ksad Adawro (13° 37.6′ NB, 39° 9.25′ OL ), geen echte pas, maar een relatief horizontale richel tussen twee klippen
- de stad Hagere Selam ligt op een breed zadel
- Ksad Korowya (13° 42.16′ NB, 39° 7.3′ OL ), op afstand gelegen langs de Tsaliet River, is een spectaculaire pas in het zandsteen landschap, alvorens te klimmen naar Dogu'a Tembien vanuit het noordwesten

### Etnografie
De etymologie van plaatsnamen toont aan dat de Tembien Tigreërs gedeeltelijk Agew waren in het verleden; nog steeds zijn er Agew-sprekers in Abergele, net ten zuidwesten van Dogu'a Tembien. De bevolking van Dogu'a Tembien is samengesteld uit de oorspronkelijke bevolking met een zekere bijmenging van afstammelingen van slaven en lijfeigenen die uit het zuidwesten van Ethiopië waren gebracht en in dienst waren van grotere landeigenaren. Er is geen formele discriminatie en iedereen heeft het Tigrinya overgenomen en identificeert zich vandaag als Tigreër. Bij huwelijken zal de schoonfamilie echter vaak informeel de afkomst van bruid of bruidegom verifiëren.

### Administratieve indeling

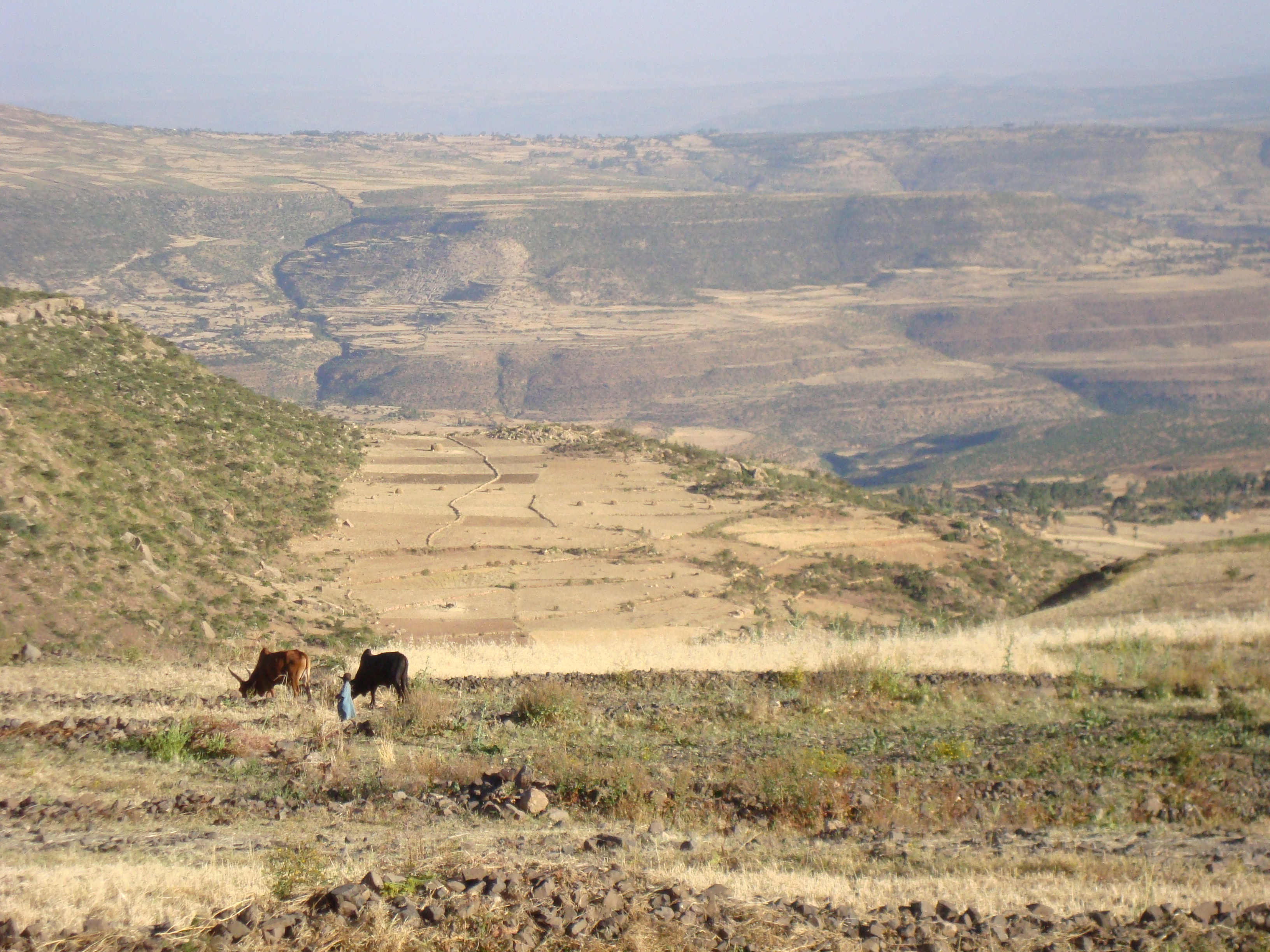
Landschap in Hamushte Kebeb

Dogu'a Tembien bestaat uit 24 tabias of gemeenten (status 2019)
- Hagere Selam, woreda hoofdstad (13° 38.9′ NB, 39° 10.7′ OL )
- Degol Woyane, tabiacentrum in Zala (13° 40′ NB, 39° 6′ OL )
- Mahbere Sillasie, tabiacentrum in Guderbo (13° 39′ NB, 39° 9′ OL )
- Selam, tabiacentrum in Addi Werho (13° 40′ NB, 39° 12′ OL )
- Haddinnet, tabiacentrum in Addi Idaga (13° 42′ NB, 39° 12′ OL )
- Addi Walka, tabiacentrum in Kelkele (13° 43′ NB, 39° 18′ OL )
- Arebay, tabiacentrum in het gelijknamige dorp (13° 43′ NB, 39° 17′ OL )
- Ayninbirkekin, tabiacentrum in Halah (13° 40′ NB, 39° 14′ OL ). Deze tabia omvat de vroegere tabia Hamushte Kebeb, met daarin de vijf dorpen Hechi, Addi Qolqwal, May Be'ati, Halah en Tsigaba.
- Addilal, tabiacentrum in het dorp Addilal (13° 41′ NB, 39° 19′ OL )
- Addi Azmera, tabiacentrum in Tukhul (13° 38′ NB, 39° 20′ OL )
- Emni Ankelalu, tabiacentrum in Mitslal Afras (13° 39′ NB, 39° 22′ OL )
- Mizane Birhan, tabiacentrum in Ma’idi (13° 37′ NB, 39° 16′ OL )
- Mika'el Abiy, tabiacentrum in Megesta (13° 37′ NB, 39° 12′ OL )
- Lim'at, tabiacentrum in Maygua (13° 37′ NB, 39° 8′ OL )
- Melfa, tabiacentrum in Melfa (13° 38′ NB, 39° 8′ OL ), birthplace of Ethiopian emperor Yohannes IV
- Aregen, tabiacentrum in Addi Gotet (13° 37′ NB, 39° 6′ OL )
- Menachek, tabiacentrum in Addi Bayro (13° 35′ NB, 39° 5′ OL )
- Mizan, tabiacentrum in Kerene (13° 35′ NB, 39° 3′ OL ). Deze tabia omvat Arefa (13° 35.4′ NB, 39° 1.7′ OL ), waarvan gezegd wordt dat het de geboorteplaats is van de Koningin van Seba
- Simret, tabiacentrum in Dengolo (13° 34′ NB, 39° 7′ OL )
- Seret, tabiacentrum in Inda Maryam Qorar (13° 35′ NB, 39° 8′ OL )
- Walta, tabiacentrum in Da’erere (13° 35′ NB, 39° 11′ OL )
- Inda Sillasie, tabiacentrum in Migichi (13° 33′ NB, 39° 12′ OL )
- Amanit, tabiacentrium in Addi Qeshofo (13° 33′ NB, 39° 15′ OL )
- Debre Nazret, tabiacentrum in Togogwa (13° 34′ NB, 39° 18′ OL )

### Bevolking
Er wonen ongeveer 127.000 mensen in Dogu'a Tembien, waarvan 56% jonger dan 20 jaar. Er zijn bijna evenveel mannen als vrouwen. De bevolkingsdichtheid is 122 mensen per km² (gegevens voor 2010). Zoals in veel landen met laag inkomen heeft de bevolkingspiramide een brede basis. Er is echter een begin van een demografische transitie, gezien de veranderende positie van vrouwen in de samenleving en verbeterde gezondheidsdiensten. De Familiecode van 2000 pleit voor gendergelijkheid; vandaar dat de huwbare leeftijd werd verhoogd van 15 tot 18 jaar. Genitale verminking van vrouwen, kindhuwelijken, ontvoering en huiselijk geweld worden nu als misdaden beschouwd. Bijna alle kinderen gaan naar school, maar meisjes onderbreken ze vaak bij het bereiken van de leeftijd van 13 tot 15 jaar, in verband met het ontbreken van voorzieningen voor menstruatiehygiëne op scholen.

## Geologie

### Overzicht
De Oost-Afrikaanse Orogenese leidde tot de groei van een bergketen in het Precambrium (tot 800 miljoen jaar geleden of Ma). Rond 600 Ma leidde het uiteenvallen van Gondwana tot de aanwezigheid van tektonische structuren en een paleozoïsch planatieoppervlak, dat zich uitstrekte ten noorden en ten westen van het Dogu'a Tembien-massief.
Vervolgens was er de afzetting van sedimentaire en vulkanische formaties, van oudere (aan de voet van het massief) tot jongere, nu nabij de toppen. Van Paleozoïcum tot Trias was Dogu'a Tembien gelegen nabij de Zuidpool. Er was afzetting van glaciale sedimenten (Edaga Arbi Glacials en Enticho Sandstone). Later werden alluviale sedimenten afgezet (Adigrat Sandstone). Het uiteenvallen van Gondwana (Laat-Paleozoïcum tot Vroeg-Trias) leidde tot een langetektonische fase, waardoor grote delen van de Hoorn van Afrika werden verlaagd. Als gevolg hiervan vond een mariene transgressie plaats die leidde tot de afzetting van mariene sedimenten (Antalo Limestone en Agula Shale).

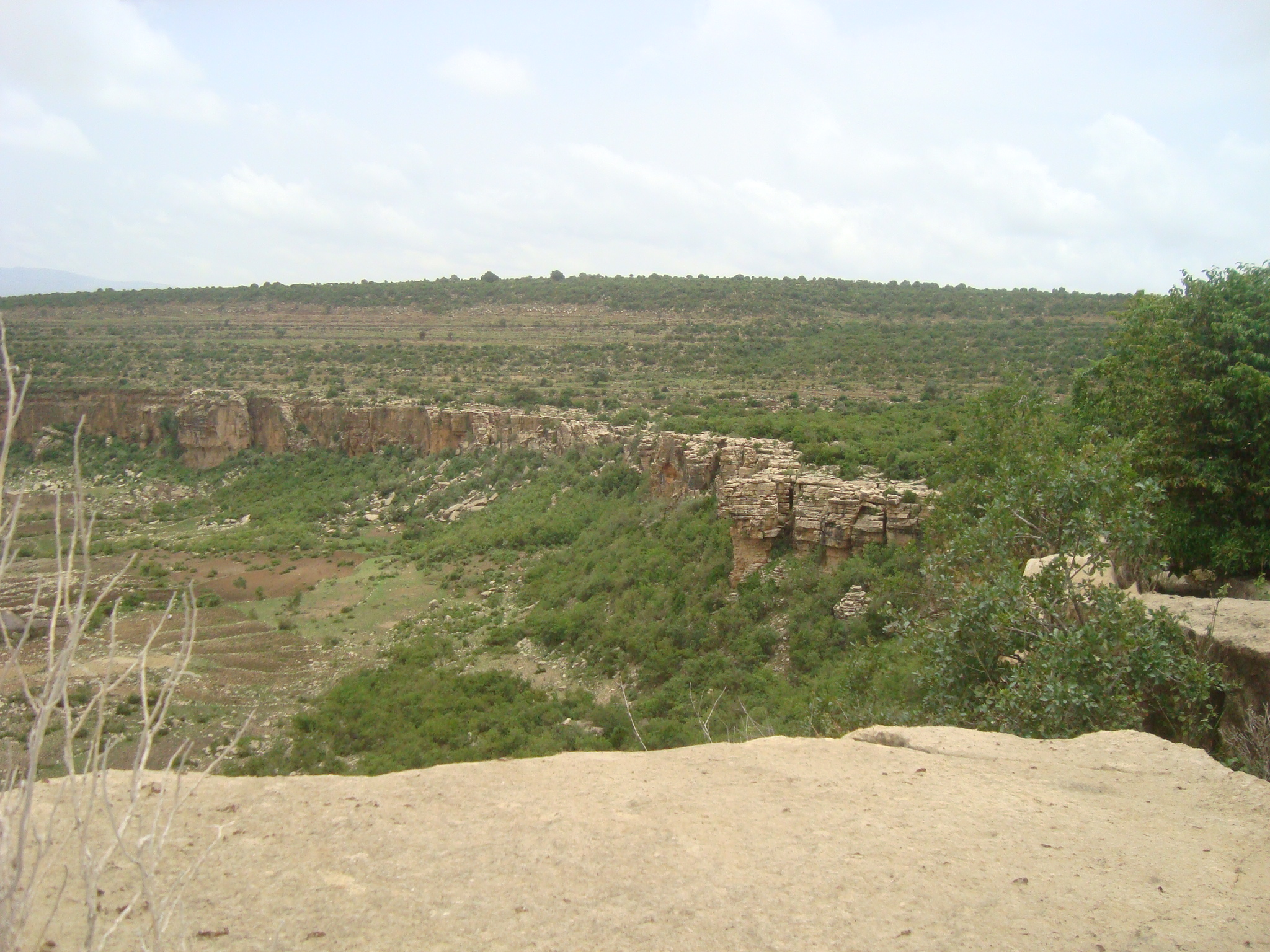
De Antalo kalksteen klif in Mishlam in het zuidoostelijke deel van Dogu'a Tembien

Aan het einde van de Mesozoïsche tektonische fase vond (in het Krijt) een nieuwe planatie plaats. Daarna duidt de afzetting van continentale sedimenten (Amba Aradam-formatie) op verminderde aanwezigheid van ondiepe zeeën, wat waarschijnlijk werd veroorzaakt door een regionale opheffing. In het begin van het Cenozoïcum was er een relatieve tektonische rust, waarbij de Amba Aradam-zandsteen gedeeltelijk werd weggeërodeerd wat leidde tot de vorming van een nieuw planatieoppervlak.
In het Eoceen leidde de Afarpluim tot een brede regionale opheffing van de lithosfeer, wat leidde tot de uitbarsting van overstromingsbasalt. Het magma volgde reeds bestaande tektonische lijnen. De dikte van slechts 400 meter basalt geeft aan dat de pre-trap topografie in Dogu'a Tembien hoger was dan in meer zuidelijke gebieden. Drie belangrijke formaties kunnen worden onderscheiden: onderste basalt, ingebedde lacustrine-afzettingen en bovenste basalt. Bijna tegelijkertijd drong de Mekelle Doleriet de Mesozoïsche sedimenten binnen.

### Fossielen
In Dogu'a Tembien zijn er twee belangrijke fossielhoudende geologische formaties. De Antalo kalksteen (Boven-Jura) is de grootste. De mariene afzettingen omvatten voornamelijk benthische ongewervelde zeedieren. Bijkomend bevatten de tertiaire lacustriene afzettingen, ingebed in de basaltformaties, een reeks gesilicifieerde weekdierfossielen.
In de kalksteen van Antalo: grote Paracenoceratidae koppotigen (Nautilus); Nerineidae indet .; zee-egels; Rhynchonellid brachiopoden; schaaldieren; koraalkolonies; en crinoïde stengels.
In de tertiaire lacustriene afzettingen: Pila (gastropode); Lanistes sp.; Pirenella conica; en landslakken (Achatinidae indet.).
Alle slakkenhuizen, zowel fossiele als recente, worden in het Tigrinya t'uyo genoemd, wat 'helicoïdaal' betekent.

### Natuurlijke grotten
De uitgestrekte gebieden met Antalo Kalksteen bevatten zeer veel grotten.
De 145 meter lange horizontale galerij van Zeleqwa ligt in een rots vlak bij de rivier met dezelfde naam (13° 38′ NB, 39° 7′ OL ). Aan de bovenkant van de klif is een uitlijning van holtes: de "vensters" van een galerij evenwijdig aan klif en rivier. Op de grotbodem staan kleipotten die zouden hebben gediend om voedsel op te slaan voor dorpsbewoners die er waren gaan schuilen tijdens een conflict in het begin van de 20e eeuw.
De grot van Tinsehe ligt in de kloof van de Boven Tsaliet rivier naij Addi Idaga (13° 42′ NB, 39° 12′ OL ). De ingang bij een kleine kerk bevindt zich achter een waterval van 100 meter hoog.
De grot van May Hib'o (13° 31′ NB, 39° 14′ OL ) is 70 meter lang. Ze bevat ondergrondse bronnen.
Talloze andere onbezochte grotingangen zijn zichtbaar in Antalo Kalksteenkliffen.

### In de rots gehouwen kerken

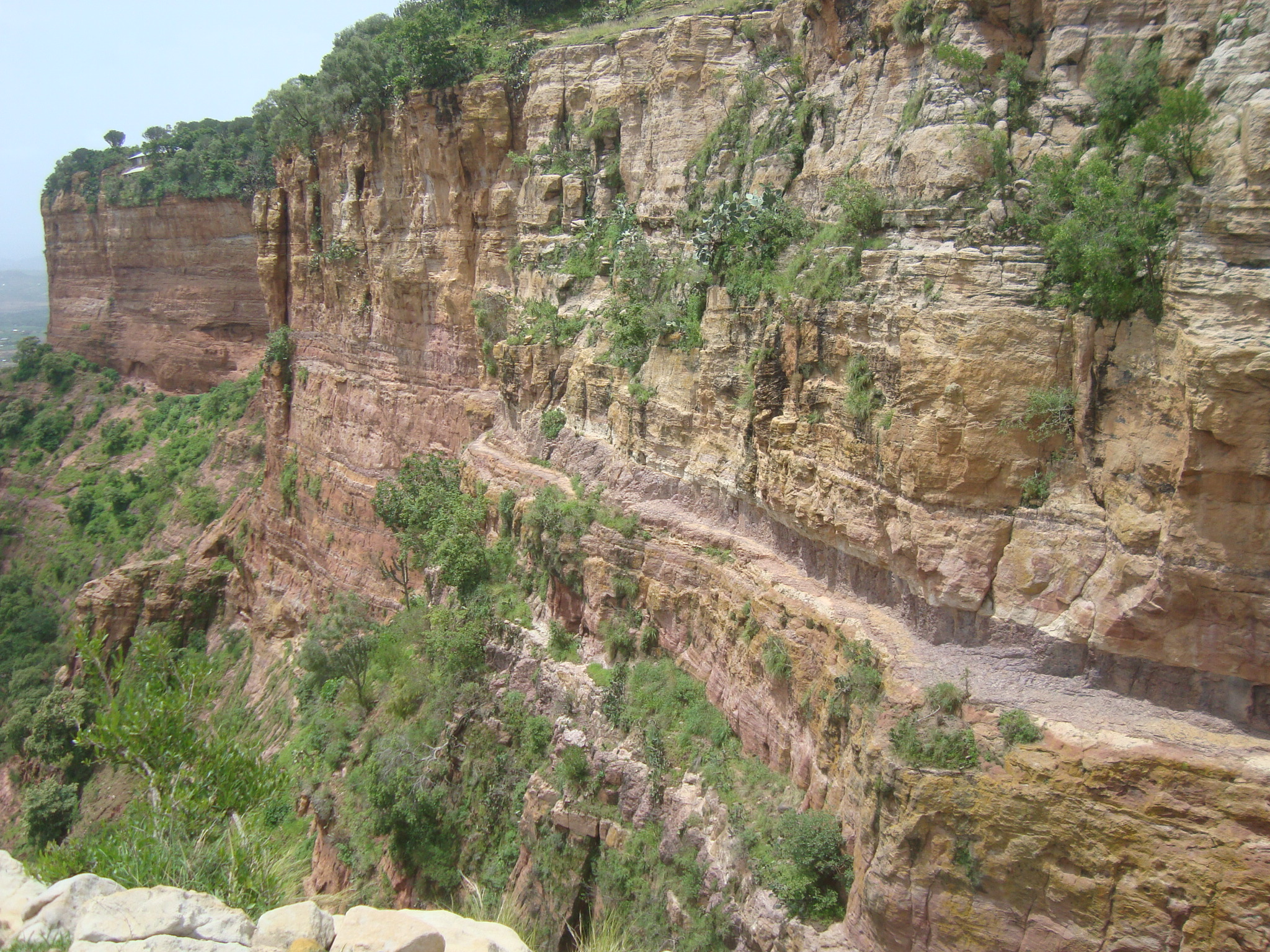
Dabba Selama-klooster op een mesa - de bezoeker loopt over de smalle richel en beklimt vervolgens de verticale klif

Net als verschillende andere districten in Tigray bezit Dogu'a Tembien meerdere uitgehouwen of monolithische kerken. Deze zijn letterlijk uit rots gehouwen, voornamelijk tussen de 10de en 14de eeuw.
Het bijna ontoegankelijke klooster van Dabba Selama (13° 41.67′ NB, 39° 6.03′ OL ) wordt beschouwd als het eerste klooster in Ethiopië, opgericht door Sint Frumentius. De bezoeker moet eerst naar beneden klimmen, dan over smalle richels langs afgronden klauteren om uiteindelijk een overhangende klif te beklimmen. De mesa omvat ook een kerk uitgehouwen in Adigrat Zandsteen, in de vorm van een kleine basiliek. De houwers probeerden vier baaien aan te leggen, evenals een uitsparing. De pijlers zijn afgerond (wat ongebruikelijk is) en zetten aan beide uiteinden uit, ze ondersteunen bogen die driehoeken lijken. Vrouwen mogen de rots, klooster noch kerk bezoeken. Los van de moeilijke toegang tot het klooster, is de omliggende zandsteen geomorfologie uniek.
De Amani'el kerk in May Baha (13° 40′ NB, 39° 5.4′ OL ) werd ook uitgehouwen in Adigrat zandsteen. Achter een pronaos (1960) heeft de rotskerk kruisvormige kolommen, platte balken en een plat plafond, een enkele boog en een platte achterwand zonder apsis. Ramen geven licht aan de kerk zelf. Keizer Yohannes IV werd in deze kerk gedoopt.
De Yohannes rotskerk te Debre Sema'it (13° 34.62′ NB, 39° 2.24′ OL ) werd gehouwen in een rotstop die uitkijkt over het dorp Addi Nefas. Deze kerk is ook uitgehouwen in zandsteen van Adigrat.
De Lafa Gebri'al Rotskerk (13° 35.87′ NB, 39° 17.25′ OL ) is nu buiten gebruik. Ze is uitgehouwen in een kalktuf. De kerk bevat een halfronde houten boog van ca. 1,5 meter doorsnede (uit één stuk).
Ruba Bich'i ‘s dorpskerk (13° 36′ NB, 39° 18′ OL ) is ook uitgehouwen in kalktuf, en nog in gebruik .
De kerk van Kurkura Mika'el (13° 40′ NB, 39° 9′ OL ), in een zeer mooie locatie in een kleine bos achter kalksteenrotsen, is ongeveer 30 jaar oud. Daarachter is de vroegere kerk gevestigd in een natuurlijke grot van 20 meter bij 20 meter. Het dak van de grot is bedekt met roet, een stille getuige van het feit dat de dorpelingen hier dekking vonden tijdens de Italiaanse bombardementen van de Tembien-veldslagen in het midden van de jaren negentiendertig.
De Kidane Mihret rotskerk te Ab'aro (13° 44.5′ NB, 39° 12.06′ OL ) wordt omgeven door kalktufsteen, bronnen en een bosje. De kerk werd gevestigd in verbrede grotten in de tufsteenprop.
Op de westelijke hellingen van het Dogu'a Tembien-massief, net buiten de districtsgrenzen, zijn er nog zeven rotskerken.
Mika'el Samba (13° 42.56′ NB, 39° 6.81′ OL ) is gehouwen in Adigrat zandsteen. Ze bevat grafcellen net buiten de hoofdruimte. Omdat Mika'el Samba geen dorpskerk is, zijn priesters alleen aanwezig op de maandelijkse Mika'els-dag, de twaalfde dag in de Ethiopische kalender.
De Maryam Hibeto Rotskerk (13° 42.67′ NB, 39° 6.44′ OL ) ligt aan de rand van een kerkbos. Ze is gehouwen in Adigrat Zandsteen, met een pronaos ervoor. Aan beide kanten van de hoofdkerk zijn er langwerpige kamers, als een soort kooromgang. Om de kerk binnen te gaan, moet men een paar treden naar beneden gaan. Opmerkelijk is dat bij de ingang een plas water wordt gevoed door een bron.
De Welegesa kerk (13° 43′ NB, 39° 4′ OL ) werd gehouwen in Adigratzandsteen. De ingang van de kerk maakt deel uit van de rots en vormt twee binnenplaatsen, beide gehouwen en gesloten aan de bovenzijde. De eerste binnenplaats bevat graven; tussen de twee is er een blok steen met een kruis in de opening in het midden. De kerk met drie beuken heeft een diepte van vier baaien. Er zijn ingangen aan beide kanten door gehouwen gangen. Het plafond van de kerk heeft een constante hoogte, met koepels, bogen en kapittels in elke baai. Het uitgehouwen tabot staat in een apsis. Het verfijnde plan bestaat uit een centrale as en twee open binnenplaatsen die diep in de rots gelegen zijn.
De nieuw uitgehouwen Medhanie Alem-rotskerk in op de helling van de Werqamba-berg (13° 42.86′ NB, 39° 00.27′ OL ) in een kleinere piek (in Adigrat zandsteen).
Ten noordwesten van Abiy Addi werd de rotskerk van Geramba (13° 38.84′ NB, 39° 1.55′ OL ) gehouwen in tertiaire verkiezelde kalksteen, aan de top van de berg. Als dak werd op ingenieuze wijze een dunne bedekkende basaltlaag gebruikt. De kolommen hebben een licht kruisvormig plan en bevatten beugelkapitelen.
De rotskerk van Itsiwto Maryam (13° 40′ NB, 39° 1′ OL ) werd gehouwen in Adigratzandsteen. De kerk heeft een doorlopend schilddak naar het middenpad. Er zijn uitgehouwen diagonale kruisen evenals een kruis gehouwen boven de boog in het heiligdom. Het plafond bevat langsbalken die een doorlopende latei vormen, die vergelijkbaar is met traditioneel Tigray-vakmanschap. De kerk dreigt in te storten en niet toegankelijk.
De Kidane Mihret rotskerk van Addi Nefas (13° 33.3′ NB, 39° 1.44′ OL ) in Adigrat zandsteen is een primitieve rotskerk, beschermd tegen weersinvloeden door een pronaos die de ingang omringt. De kerk bestaat uit twee cirkelvormige cellen die worden gebruikt om te dopen. Boven het heiligdom is er een reeks kleine blinde arcades. Naast de oude kerk wordt een nieuwe grot uitgehouwen. Aan de voet van de kerk zijn er geïrrigeerde tropische tuinen. Onder de bomen verbouwen de boeren koffie, plaatselijke hop (gesho), en enkele sinaasappel- of citroenbomen. Groene meerkatten komen veel voor en maken bananenteelt onmogelijk.

### Andere uitgehouwen grotten
Op verschillende plaatsen hebben mensen grotten in de zandsteen uitgehouwen. De grotere en meest bekende is de TPLF-grot in Addi Geza'iti. In de jaren 1980 vestigde de partij hier haar ondergrondse kantoren, uitgehouwen in zandstenen rotsen; van hier uit voerde de TPLF haar politieke activiteiten uit, waaronder een ingrijpende landhervorming; vanaf hier werden de offensieven georganiseerd tot en met de verovering van Addis Abeba in 1991. In het nabijgelegen Melfa had de Amhara EPDM- partij een eigen hoofdkwartier in een gehouwen grot.

### Traditioneel gebruik van gesteente
Omdat Dogu'a Tembien een breed scala aan gesteentetypes heeft, is er naar verwachting een gevarieerd gebruik van het gesteente.
- Natuursteen metselwerk . Bij voorkeur worden de gemakkelijker gevormde kalksteen en zandsteen gebruikt om huizen en kerken te bouwen, maar vooral in de hooglanden wordt basalt ook gebruikt. Traditioneel wordt gefermenteerde modder als mortel gebruikt
- Schermen van boerderijen, meestal in droge stenen
- Kerkklokken algemeen drie langwerpige platen fonoliet of clinkstone met verschillende kleurschakeringen
- Maalsteen : voor dit doel worden putten met geplukte bodem, kleine rotsachtige bassins die van nature in rivieren met kolks voorkomen, uit de rivierbedding gegraven en verder gevormd. Malen gebeurt thuis met behulp van een langwerpige kleine kei
- Deur- en raamlateien, bereid uit gesteentetypes die vaak een langwerpige vorm hebben (zandsteen, phonoliet, kalksteen) of die gemakkelijk zijn gevormd (tufsteen)
- In de jaren dertig lieten soldaten van het Italiaanse leger (2de "28 oktober" Blackshirt-divisie) een monumentale inscriptie achter in Dogu'a Tembien, een metersbreed fonoliet met inscripties. Het bevindt zich op de top van de berg Dabba Selama, en werd gesneden door soldaten die deelnamen aan de Eerste Slag bij Tembien
- Troggen voor het water geven en voeren van vee, meestal uit tufsteen gehouwen
- Voetpad bestrating, meestal gedaan als gemeenschapswerk . Sommige zeer oude verharde voetpaden komen voor op belangrijke communicatielijnen die dateren uit de periode vóór de introductie van de auto
- Kopstenen, in direct zicht op een kerk, waar voetreizigers stoppen, bidden en een extra steen plaatsen
- Stenen verzameld van landbouwgronden om ruimte vrij te maken voor het gewas, en verzameld in typische afgeronde metershoge hopen, zala genoemd
- Contour bunding of gedeba: terras muren in droge stenen, meestal aangelegd langs de contour ter wille van de bodembescherming
- Controledammen of qetri in geulen omwille van geulerosie controle
- Kasseien, gebruikt voor het bestraten van secundaire straten in Hagere Selam . Over het algemeen wordt kalksteen gebruikt.

## Klimaat en hydrologie

### Klimaat en meteorologie
De gemiddelde jaarlijkse neerslag is 778 mm (in Hagere Selam). Gemiddelde temperatuur is 13,3 °C, oscillerend tussen een gemiddeld dagelijks minimum van 10,9 °C en maximum van 22 °C. Zoals in alle tropische gebieden, zijn de contrasten tussen dag- en nachttemperaturen veel groter dan seizoenscontrasten. Het regenpatroon vertoont echter een zeer hoge seizoensgebondenheid met 70 tot 80% van de jaarlijkse regenval in juli en augustus. De jaarlijkse seizoenen zijn "hagay" (droog seizoen in de winter), "belgi" (lenteregen), "kremti" (belangrijkste zomerregens) en "qew'i" (herfst), wanneer de gewassen rijpen. In het regenseizoen in de zomer is de dominante windrichting uit het zuidwesten, terwijl in de rest van het jaar de wind uit het oosten waait.
De boeren hebben hun teeltsystemen aangepast aan deze spatio-temporele variabiliteit in neerslag. Gezien de goede koele omstandigheden, is het mogelijk om appels te kweken op hoogtes boven de 2400 meter, zoals in Dingilet of Mashih.
Klimaatmodellen voorspellen in de toekomst intensievere neerslag in de zomer, maar verminderde voorjaarsregens.

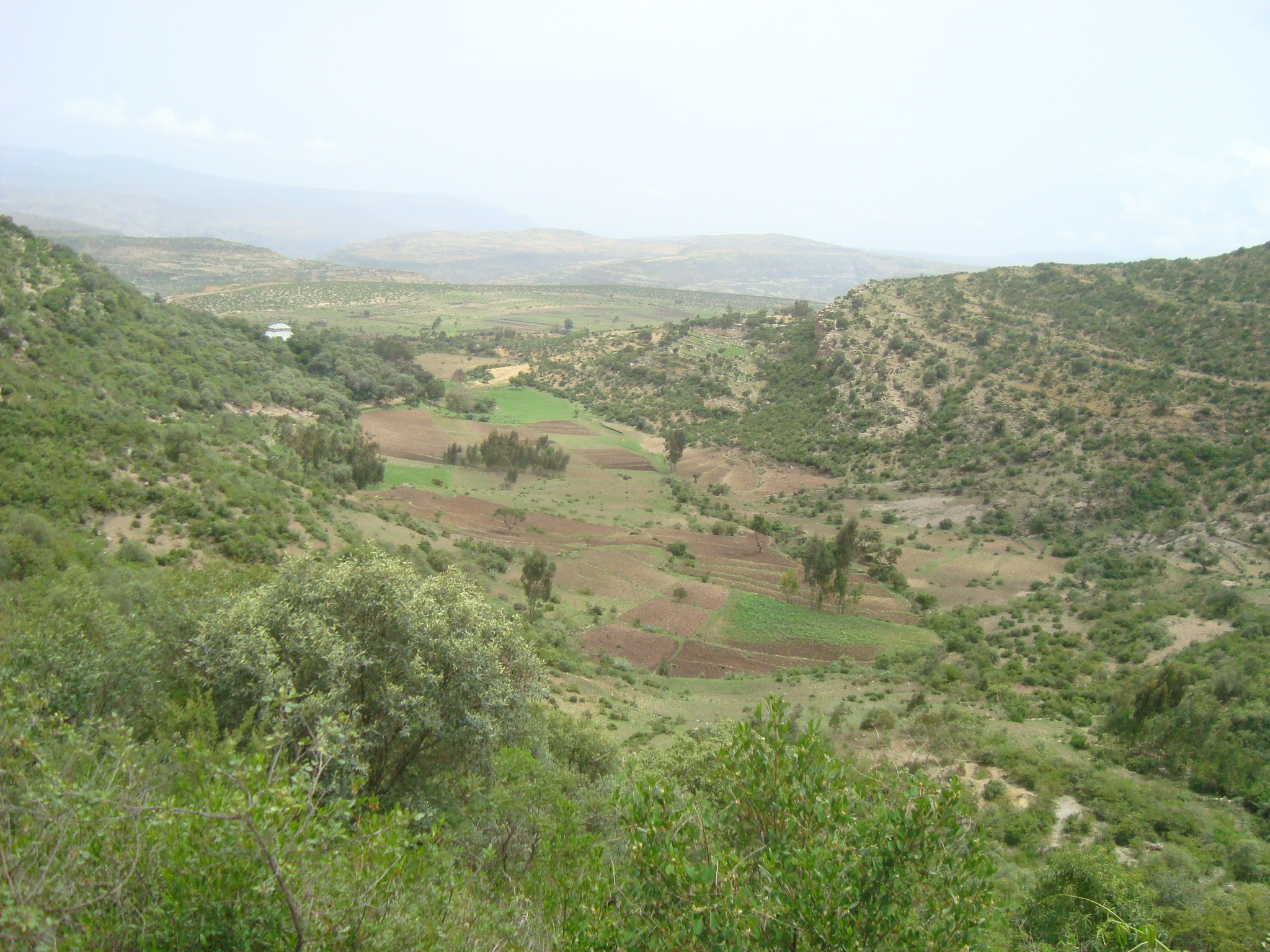
De geul van Mishlam is niet langer actief omdat het stroomgebied werd herbebost

### Rivieren
Ongeveer drie kwart van Dogu'a Tembien (800 km²) behoort tot het bekken van de Giba en het resterende kwart (240 km²) van de Weri'i-rivier. De algemene afwatering is westwaarts, naar de Tekezze en verder naar de Nijl. De belangrijkste zijrivieren in Dogu'a Tembien, van stroomopwaarts tot stroomafwaarts, zijn
- Suluh rivier, die stroomafwaarts wordt Giba rivier vanaf Lake Giba
  - Ch'eqofo-rivier, in tabia Addilal
  - Hurura-rivier, in tabia Addi Azmera
    - May Ayni-rivier, in tabia Addi Azmera
    - Afedena-rivier, in tabia Addi Azmera
    - Shimbula-rivier, in tabia Addi Azmera

  - Ruba Bich'i-rivier, in tabia Addi Azmera
  - Inda Anbesa-rivier, in tabia Debre Nazret
  - Addi Keshofo-rivier, in tabia Amanit
  - Rubaksa-rivier, in tabia Mika'el Abiy, die de Inda Sillasie-rivier wordt, aan de grens van Inda Sillasie en Amanit
    - May Zegzeg-rivier, aan de grens van tabias Ayninbirkekin en Mika'el Abiy
      - May Sho'ate River, aan de grens van tabias Ayninbirkekin en Mika'el Abiy
      - Moge Harena, in tabia Mika'el Abiy

    - May Be'ati-rivier, in tabia Ayninbirkekin

  - Gra Adiam River, die Bitchoqo River wordt, aan de grens van tabias Walta en Inda Sillasie
  - Zeyi-rivier, op de grens van tabias Simret en Walta
  - Zikulidegebir rivier, in tabia Simret en Abergele (woreda)
  - May Selelo, in tabia Simret en Abergele (woreda)
  - Rivier Zeleqwa, in tabias Melfa en Lim'at, die Ruba Dirho wordt in Aregen en Degol Woyane, en Rivier Tanqwa, in de woredas Kola Tembien en Abergele (woreda)
    - Addi Selam-rivier, in tabia Hagere Selam
    - Adawro-rivier, in tabia Lim'at
    - Arwadito-rivier, in tabia Lim'at
    - Moge Qoqah, in tabia Lim'at
    - Tsech'i-rivier, in tabias Seret, Menachek en Aregen
- Weri'i Rivier
  - Agefet River
    - Amblo-rivier, in tabia Addi Walka
    - Azef River, op de grens van tabias Addi Walka en Haddinnet
    - Ab'aro-rivier, in tabia Haddinnet en woreda Kola Tembien

  - Moge Leiba, in tabia Ayninbirkekin, die Tinsehe R. wordt in Selam en Mahbere Sillasie en Tsaliet River, stroomafwaarts van het Dabba Selama- klooster
    - Khunale-rivier, in Tabia Selam
    - Harehuwa-rivier, in tabia Mahbere Sillasie
    - Kidan Mihret-rivier, in tabia Mahbere Sillasie
    - Ferrey River, aan de grens van tabias Mahbere Sillasie en Degol Woyane

### Karstbronnen
Aan de onderkant van de Antalo kalksteen, waar deze op de Adigrat zandsteen rust, zijn er resurgenties met hoge debieten, aangesloten aan de karst aquifer. De grote resurgentie in Rubaksa (13° 35′ NB, 39° 14′ OL ) bevloeit een oase in een droge kalksteenkloof. Te Inda Mihtsun (13° 33′ NB, 39° 21′ OL ), ligt de May Bilbil resurgentie in de bedding van de Gibarivier; in het droge seizoen stroomt bronwater door de basisstroom van de rivier. Ook in Ferrey, op de hellingen van de Tsaliet-kloof, wordt het water van de resurgentie gebruikt om tuinen met tropisch fruit te irrigeren.

### Stuwdammen
In dit gebied met regens die slechts een paar maanden per jaar aanhouden, vangen reservoirs van verschillende grootte het regenwater op voor verder gebruik in het droge seizoen. Over het algemeen lijden ze aan sedimentafzetting. Toch dragen ze sterk bij aan het groener maken van het landschap, hetzij door irrigatie of via kwelwater.
- Chini (reservoir), in de buurt van Melfa, gebouwd in 1993
- Mei Leiba- reservoir, in Ayninbirkekin tabia, gebouwd in 1998
- Lake Giba, een reservoir in aanbouw op de rivier de Giba, voornamelijk om water te leveren aan Mekelle . Dit grote meer, eenmaal gevestigd, zal grote invloed hebben op het levensonderhoud van de inwoners van Emni Ankelalu tabia
- Kleinere reservoirs (vijvers), zoals die in de stad Hagere Selam of in het dorp Addi Qoylo
- Traditionele oppervlaktewaterwinning vijvers, met name op plaatsen zonder permanente bronnen, genaamd rahaya
- Horoyo, huishoudelijke vijvers, recentelijk gebouwd door campagnes[37]

## Milieu

### Bodem

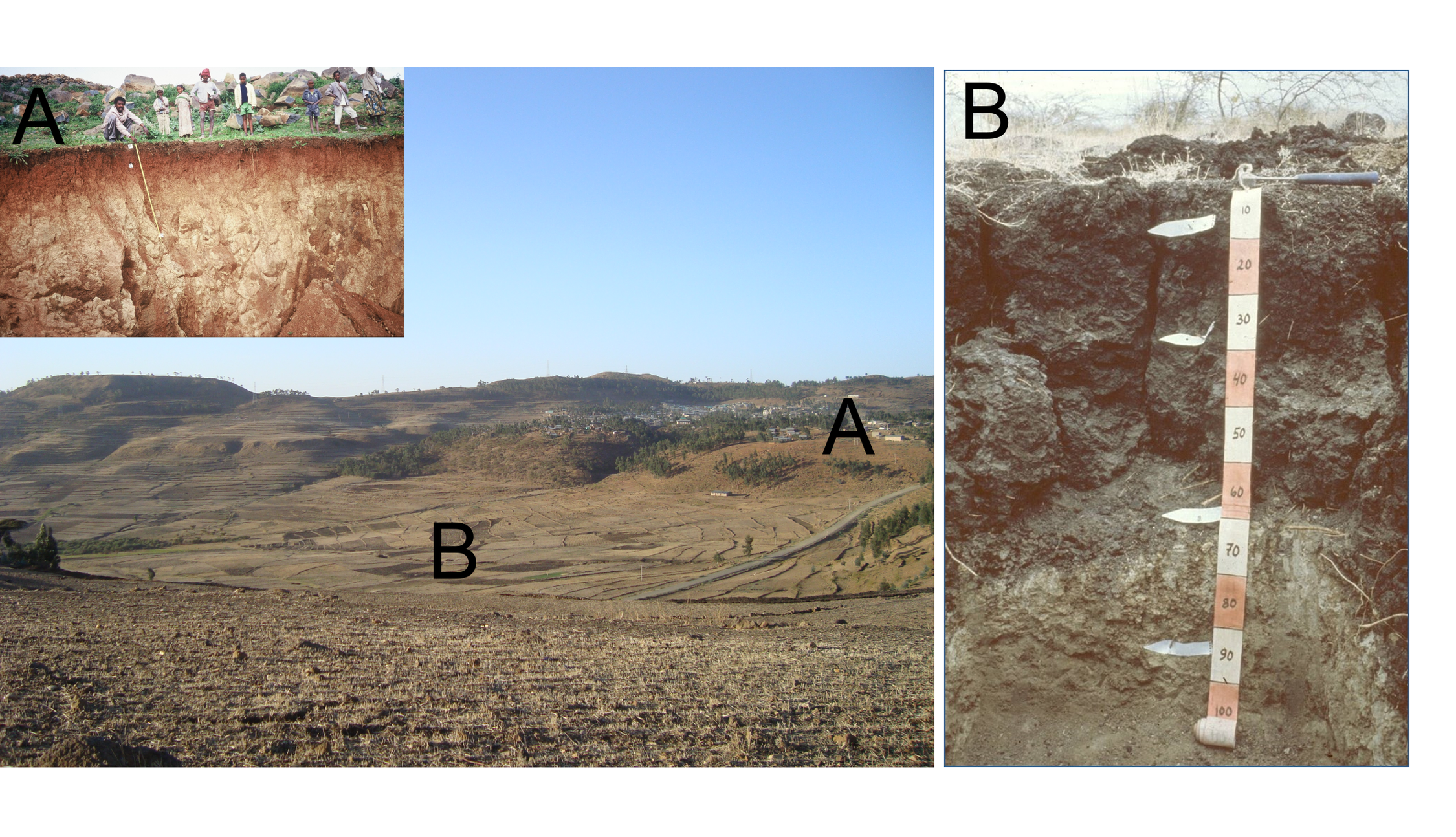
Rood-zwarte bodemcatena in Addi Selam (Hagere Selam Highlands) - A is Luvisol en B is Vertisol

De bodems van Dogu'a Tembien weerspiegelen de jarenlange agrarische geschiedenis, zeer seizoensgebonden regenval, relatief lage temperaturen, een extreem grote variëteit in lithologie (met dominantie van basalt en kalksteen) en steile hellingen. Typisch in het bodemlandschap zijn de vruchtbare hoogland-Vertisols en ook de Phaeozems in kerkbossen. De verminderde bodembescherming door vegetatiedekking, gecombineerd met steile hellingen en erosieve regenval heeft geleid tot overmatige bodemerosie. Nutriënten en organische stof gingen verloren en de bodemdiepte werd verminderd. Daarom is bodemerosie een belangrijk probleem, wat resulteert in lage gewasopbrengsten en biomassaproductie. Als reactie op de sterke degradatie en dankzij de zware arbeid van veel mensen in de dorpen, wordt sinds de jaren negentientachtig en vooral de jaren negentig bodembehoud op grote schaal uitgevoerd; dit heeft het bodemverlies teruggedrongen. Maatregelen omvatten de aanleg van infiltratiesleuven, stenen bermen, dammen, kleine reservoirs zoals Chini en May Leiba, evenals een belangrijke biologische maatregel: afgesloten gebieden om regeneratie van bossen mogelijk te maken, zoals door het EthioTrees-project. Anderzijds blijft het moeilijk om boeren te overtuigen om maatregelen te nemen op hun akkers (in situ bodembeheer), zoals bedden en voren of nul weidegang, omdat er angst is voor inkomstenverlies. Dergelijke technieken zijn echter zeer effectief.

### Wilde dieren

#### Grote zoogdieren

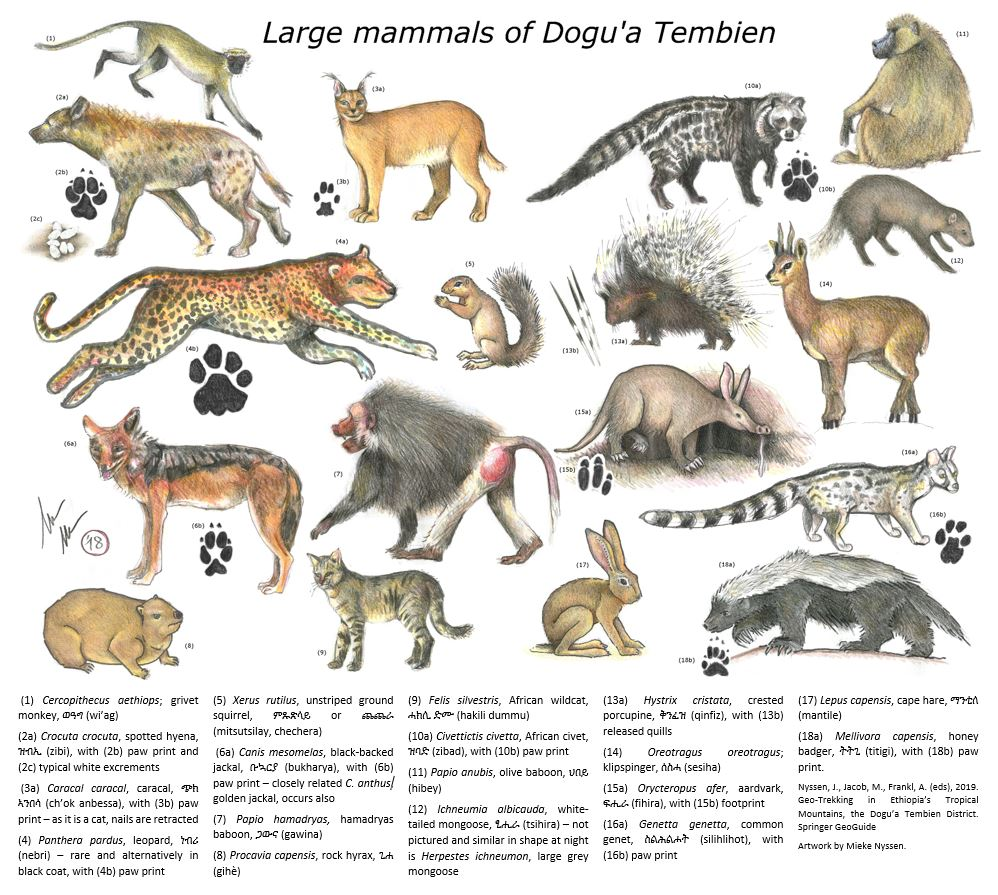

Grote zoogdieren van Dogu'a Tembien, met wetenschappelijke (cursief), Nederlandse en Tigrinya namen.
- Cercopithecus aethiops, groene meerkat, ወዓግ (wi'ag)
- Crocuta crocuta, gevlekte hyena, ዝብኢ (zibi)
- Caracal caracal, caracal, ጭክ ኣንበሳ (ch'ok anbessa)
- Panthera pardus, luipaard, ነብሪ (nebri)[52]
- Xerus rutilus, ongestreepte grondeekhoorn, ምጹጽላይ of ጨጨራ (mitsutsilay, chechera)
- Canis mesomelas, zadeljakhals, ቡኳርያ (bukharya)
- Canis anthus, goudjakhals, ቡኳርያ (bukharya)
- Papio hamadryas, mantelbaviaan, ጋውና (gawina)
- Procavia capensis, klipdas, ጊሐ (gihè)
- Felis silvestris, Afrikaanse wilde kat, ሓክሊ ድሙ (hakili dummu)
- Civettictis civetta, Afrikaanse civet, ዝባድ (zibad)
- Papio anubis, groene baviaan, ህበይ (hibey)
- Ichneumia albicauda, witstaartmangoeste, ፂሒራ (tsihira)
- Herpestes ichneumon, grote grijze mangoest, ፂሒራ (tsihira)
- Hystrix cristata, gewoon stekelvarken, ቅንፈዝ (qinfiz)
- Oreotragus oreotragus ; klipspringer, ሰስሓ (sesiha)
- Orycteropus afer, aardvarken, ፍሒራ (fihira)
- Genetta genetta, genetkat, ስልሕልሖት (silihlihot)
- Lepus capensis, Kaapse haas, ማንቲለ (mantile)
- Mellivora capensis, honingdas, ትትጊ (titigi)

#### Kleine knaagdieren
De meest voorkomende knaagdieren met brede verspreiding in landbouwgebieden en opslagruimten in Dogu'a Tembien (en in Tigray) zijn drie Ethiopische endemische soorten: de Dembea grasrat (arvicanthis dembeensis, soms beschouwd als een ondersoort van arvicanthis niloticus), Ethiopische witvoetrat (Stenocephalemys albipes) en de Awashmuis (Mastomys awashensis).

#### Vleermuizen
Vleermuizen komen voor in natuurlijke grotten, kerkgebouwen en verlaten huizen. De grote kolonie vleermuizen in de grot van Zeyi bestaat uit Hipposideros megalotis (Ethiopische grootorige vleermuis), Hipposideros tephrus en Rhinolophus blasii (hoefijzervleermuis van Blasius).

#### Vogels

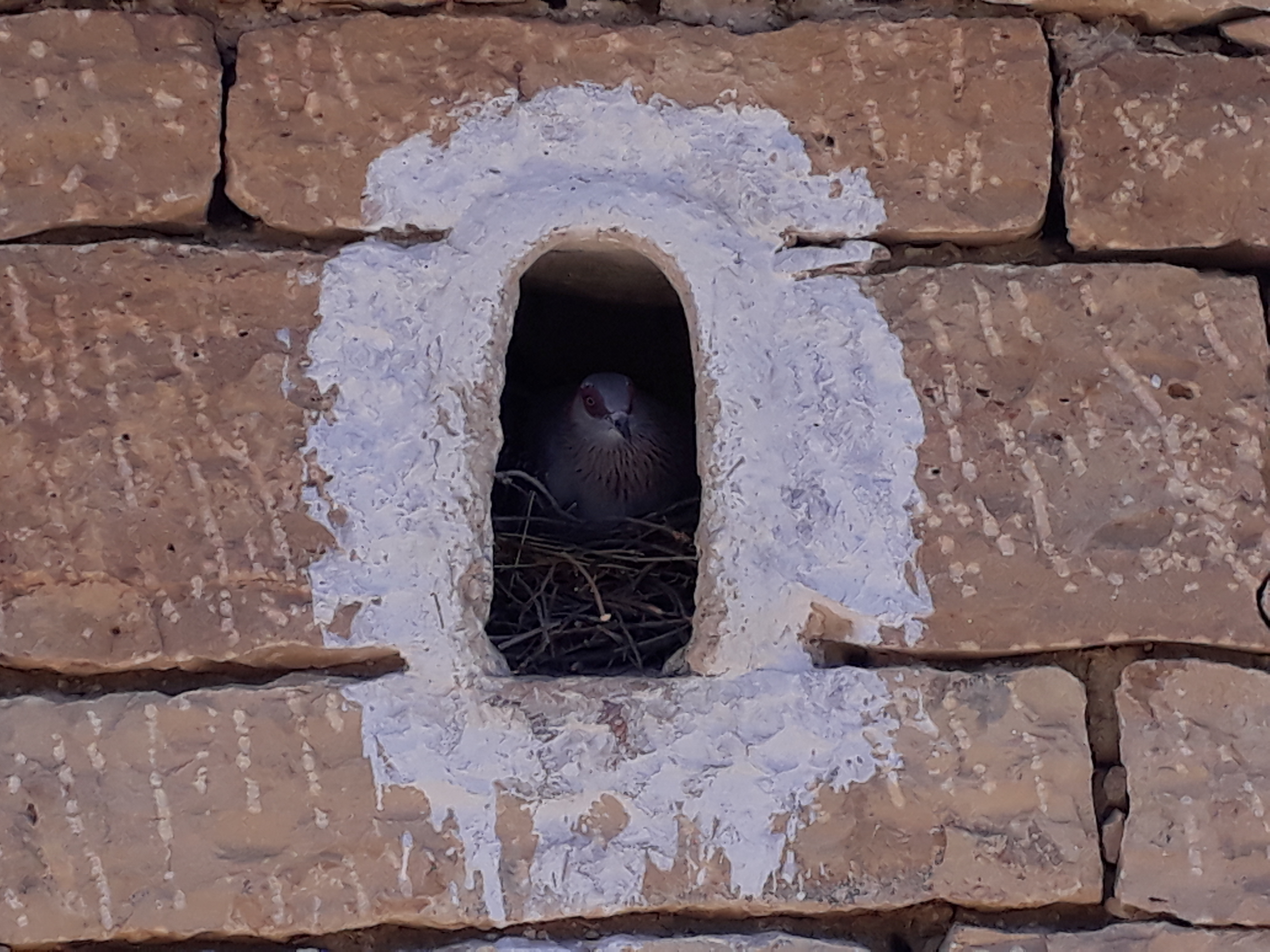
Nestkast voor Columba guinea in de muur van een traditioneel huis in Addi Azmera

Met zijn talrijke gesloten gebieden, bosfragmenten en kerkbossen, is Dogu'a Tembien is een vogelaarparadijs. Gedetailleerde inventarissen vermelden ten minste 170 vogelsoorten, waaronder talloze endemische soorten.
Soorten die behoren tot het Afrotropisch hoogland bioom komen voor in de droge groenblijvende bergbossen van het hooglandplateau, maar kunnen ook andere habitats bezetten. De lelibis kan worden gevonden voedend in nat grasland en open bos. Zwartvleugeligagapornis, gebandeerde baardvogel, goudenmantel- of Abessijnse specht, Heuglins brilvogel, Rüppells lawaaimaker, Bruine drongovliegenvanger en Tacazzehoningzuiger zijn te vinden in groenblijvend bos, bergbossen en gebieden met verspreide bomen, waaronder vijgenbomen, Euphorbia abyssinica en Juniperus procera . Erckels frankolijn, Rouwtortel, Swainson's of Grijskopmus, Baglafechtwever, Dunbekkanarie, Rüppells Kanarie en Gestreepte Kanarie zijn veel voorkomende Afrotropische bewoners van kreupelhout en bosranden. Witsnavelspreeuw en Kleine Rotslijster zijn te vinden op steile kliffen en Witkraagduif in kloven en rotsachtige plaatsen, maar ook in steden en dorpen.
Soorten die behoren tot het Somali-Masai Biome. Hemprichs tok en Noordelijke witstuitbabbelaar zijn te vinden in kreupelhout en dicht secundair bos, vaak in de buurt van kliffen, kloven of water. Kastanje-gevleugelde of Somalische spreeuw en Rüppells Wever zijn te vinden in bossige en struikachtige gebieden. Zwartsnavelkakelaar heeft wat rood aan de basis van de snavel of een volledig rode snavel in dit gebied.
Soorten die behoren tot de Soedan-Guinea Savanna Biome : Grijskopereremomela en Roestwangwever.
Soorten die noch endemisch noch bioom-beperkt zijn, maar die een beperkt bereik hebben of die gemakkelijker in Ethiopië kunnen worden gezien dan elders in hun bereik: Sahelschrrelaar is een Ethiopisch familielid van Vorkstaartscharrelaar, een intra-tropische broedmigrant van Zuid- en Oost-Afrika, en van Europese Scharrelaar, een ongewone Palearctische passagemigrant. Rood-zwarte baardvogel, geelborstbaardvogel en Doornvliegenvanger zijn soorten uit de Sahel en Noord-Afrika, maar komen ook voor in Acaciabossen in het gebied.
De meest frequent waargenomen roofvogels in akkers in Dogu'a Tembien zijn Augurbuizerd (Buteo augur), Buizerd (Buteo buteo), Steppearend (Aquila nipalensis), Lannervalk (Falco biarmicus), Zwarte wouw (Milvus migrans), Geelsnavelwouw (Milvus aegyptius) en kerkuil (Tyto alba).
Men kan goed vogels observeren in open struwelen en bossen. Achttien locaties voor het observeren van vogels werden geïnventariseerd en in kaart gebracht .

## Landbouw

### Agrarisch systeem
De akkers zijn duidelijk afgebakend en worden elk jaar bebouwd. Daarom is het landbouwsysteem een permanent hoogland landbouwsysteem. In 2001 verbouwde 72% van de boeren zowel gewassen en hield vee, terwijl 28% alleen gewassen verbouwde; heel weinig tot niemand bracht alleen vee groot. De term gemengde landbouw is echter niet geschikt; het is eerder een graanploegcomplex. De eerste rol van vee is het ondersteunen van de akkerbouw.

### Akkerbouw
Op basis van interviews met 22.002 boeren in deze woreda werd bevonden dat deze gemiddeld 0,79 hectare grond in bezit hadden. Van de 17.387 hectare onderzocht particulier terrein was 91% in cultuur, 0,6% grasland, 5% braak, 0,13% bos en 3% was bestemd voor ander gebruik. Voor het land in cultuur in deze woreda werd 78% geplant in granen, 12% in peulvruchten en 1,4% in oliehoudende zaden. Tien hectare werd geplant in fruitbomen en elf in gesho. Landbezit is verdeeld over 82% die hun land bezit, 17% huur en 0,4% bezit hun land onder andere vormen van eigendomsrecht.

### Vee

#### Belang van vee
Vee is in de eerste plaats runderen (vooral ossen) en ook geiten, schapen, ezels, muilezels en af en toe een paard. Een gemiddeld gezin bezit een of twee ossen (zes of acht voor een rijk gezin), een tot drie koeien met hun kalf, 5 tot 7 geiten of schapen, en soms een ezel (drie of vier muilezels en ezels voor een rijke familie). Vee is hoofdzakelijk een energiebron en maakt daarom deel uit van het permanente landbouwsysteem: ossen ploegen en dorsen en zijn daarom essentieel voor de productie van gewassen. Ezels leveren energie: ze vervoeren zware ladingen zoals oogsten, grote stenen voor de bouw en handelswaar. Bovendien worden schapen en geiten beschouwd als een verzekering voor moeilijke tijden. De productie van vlees en melk is slechts van ondergeschikt belang. Al met al is de veehouderijproductiviteit laag, omdat er voedertekorten zijn (gewasresten). Er worden geen voedergewassen verbouwd; vee heeft toegang tot braakland en wordt op de stoppels geweid.

#### Types runderen
Hoofdzakelijk gebruikt als trekkracht, zijn er verschillende landrassen van vee in Dogu'a Tembien.
- Arado-runderen, de overheersende variëteit
- Raya- ossen met lange hoorns, gekocht bij Zuidelijk Tigray
- Abergele vee, op de zuidwestelijke hellingen van Dogu'a Tembien. Ze komen vaker voor in Abergele (woreda)[60]
- In Hagere Selam en andere kleine steden: gekruiste Arado x Begayt en Arado x Holstein-Friese melkkoeien

#### Transhumance in het oogstseizoen
Tijdens het groeiseizoen zijn de akkers rond de dorpen niet toegankelijk voor begrazing. Er zijn drie alternatieven voor het vee:
- jaarlijkse transhumance, met name naar afgelegen en uitgestrekte begrazingsgronden
- dagelijkse verplaatsingen met vee heen en weer naar de weiden, de "home range herders" - ze reizen dagelijks heen en weer naar weiden op enkele kilometers afstand
- vee in de buurt van de boerderijen houden In sommige dorpen doen de meeste mensen die geen transhumance beoefenen, maar zelfs in dorpen waar transhumance wordt beoefend, zullen sommigen de voorkeur geven aan het nabijgelegen weiland.

Als de graaslanden ver van het dorp gelegen zijn, of diep in een kloof, zal het vee daar overnachten (transhumance) onder bewaking van kinderen en enkele volwassenen. Een paar voorbeelden:
- Het vee van Addi Geza'iti (2580 m) wordt elk regenseizoen naar de kloof van de rivier de Tsaliet (1930 m) gebracht die dichte vegetatie heeft. De veehouders vestigen verblijven voor het vee en plaatsen voor hen om te slapen, vaak in schuilplaatsen van stenen. De runderen blijven daar tot de oogsttijd, wanneer ze nodig zijn om te dorsen en wanneer de stoppels beschikbaar zijn om te grazen.[61]
- Veel vee van Haddinnet en ook Ayninbirkekin tabias worden naar de voet van de helling bij Ab'aro gebracht, waarbij alle kuddes door de Ksad Azef passeren. Vee blijft daar op brede rangelands. Sommige veehouders gaan ver naar open bos en vestigen hun kamp in grote grotten in zandsteen.  De "rode grotten" of Kayeh Be'ati in Adigrat Sandstone, een favoriete bestemming voor transhumance

### Bijkomend inkomen
In de Giba- kloof zorgen de boeren seizoensgebonden voor wierookbomen (Boswellia papyrifera). Dit is een landschap dat is gecreëerd door bijna honderd generaties boeren voor de productie van wierook. Het werd van oudsher geëxporteerd naar de zeehavens en naar het faraonische Egypte, en later naar het oude Rome.
Plattelandsjongeren trekken seizoensgebonden ook naar het onbewoonde Weri'i-riviergebied om goud uit het sediment te wassen.
Aanvullende activiteiten om inkomsten te verzekeren, zijn onder meer handel en dagarbeid in Hagere Selam, interne migratie in het droge seizoen en (tot voor kort) zouthandel .
De huizen van de traditionele boeren zijn vast niet luxueus, maar wijzen toch op levenskwaliteit.

## Rurale sociologie

### Vee-eigendom
Vee, en in het bijzonder ossen, hebben van oudsher sociale, economische en verzekeringswaarde. Dit heeft geleid tot welvaartsdifferentiatie, diende als borg bij het aangaan van leningen.

### Genderverdeling van arbeid
De landbouw, die op ossenploegen gebaseerde is, kenmerkt Dogu'a Tembien al duizenden jaren. Hij heeft niet alleen het landbouwlandschap gevormd; het vormt ook de basis van sociale relaties. Er is bijvoorbeeld een genderverdeling in arbeid, aangezien vrouwen traditioneel zullen op wieden en oogsten, evenals activiteiten thuis, en mannen op het veld werken tijdens ploegen en dorsen. Ploegen door vrouwen is (nog steeds) een cultureel taboe.

## Cultuur

### Muziek en festivals
- Dogu'a Tembien staat net als Kola Tembien bekend om de hectische Awrus- dansstijl[3][63]
- Jaarlijks is er het meisjesfestival Ashenda . Dan domineren jonge vrouwen de openbare ruimte met dansen en liedjes, wat in sterk contrast staat met de rest van het jaar. Het landelijke '' Ashenda '' is heel anders dan het "gestandaardiseerde" stadsfestival.
- Ook in de zomer is er het jongensfestival Hawariat, waar ze zwepen klappen. Dit duurt ongeveer een week.

### De lokale biercultuur vanSiwa
In bijna elk huishouden van Dogu'a Tembien kan de vrouw het lokale bier, siwa, bereiden. Ingrediënten zijn water, een zelfgebakken en geroosterd plat brood dat gewoonlijk wordt gemaakt van gerst in de hooglanden, en van sorghum, vingergierst of maïs in de lagere gebieden, een beetje gist (Saccharomyces cerevisiae), en gedroogde bladeren van gesho (Rhamnus prinoides) die als katalysator dienen. Het brouwsel zal een paar dagen fermenteren, waarna het wordt geserveerd, soms met de stukken brood erop drijvend (de klant zal ze voorzichtig naar een kant van de beker blazen). Het alcoholgehalte is 2% tot 5%. Het grootste deel van het grovere deel van het brouwsel, de atella, blijft achter en wordt gebruikt als veevoer.
Siwa wordt geconsumeerd tijdens sociale evenementen, na handenarbeid en als een opkikker voor boeren en arbeiders. Er zijn ongeveer honderd traditionele bierhuizen (Inda Siwa), vaak in unieke omgevingen, overal in Dogu'a Tembien.

## Omringende woreda's
Dogu'a Tembien wordt in het zuiden begrensd door de Saharti Samre woreda, in het westen door Abergele, in het noordwesten door Kola Tembien, in het noorden door Hawzen, in het noordoosten door Kilte Awulaelo en in het oosten door Inderta.

## Galerij

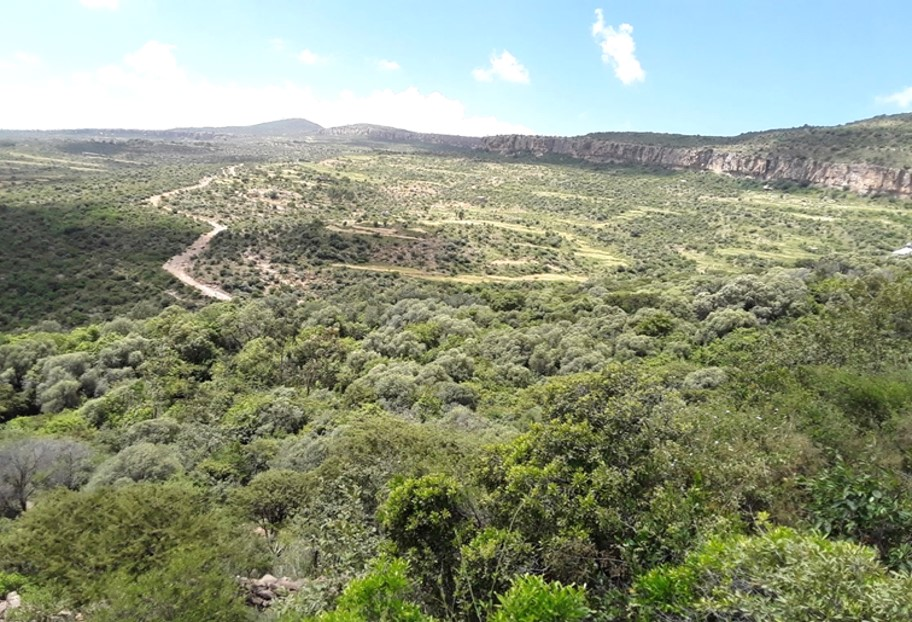
Bos in Togogwa.
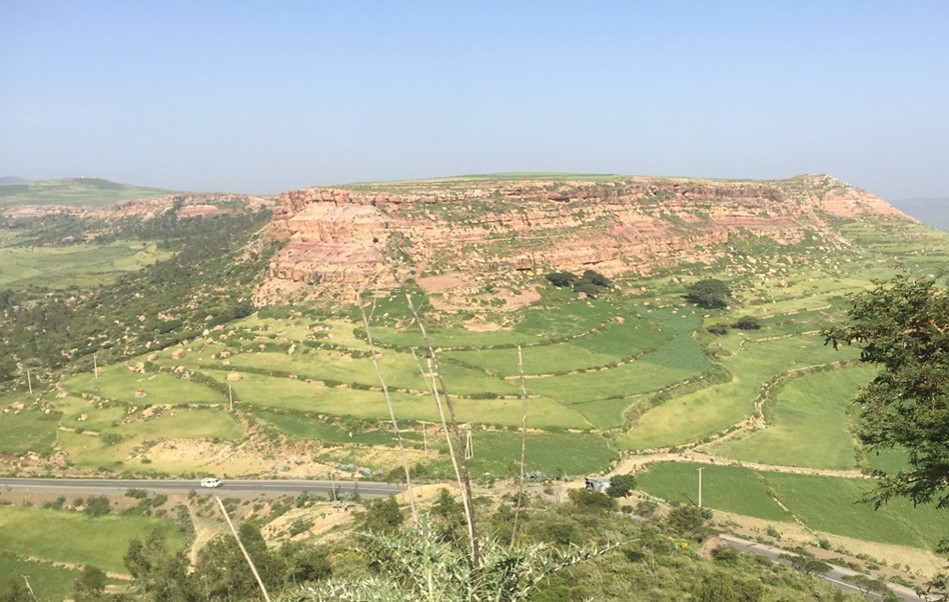
Uitzicht op Ksad Halah.
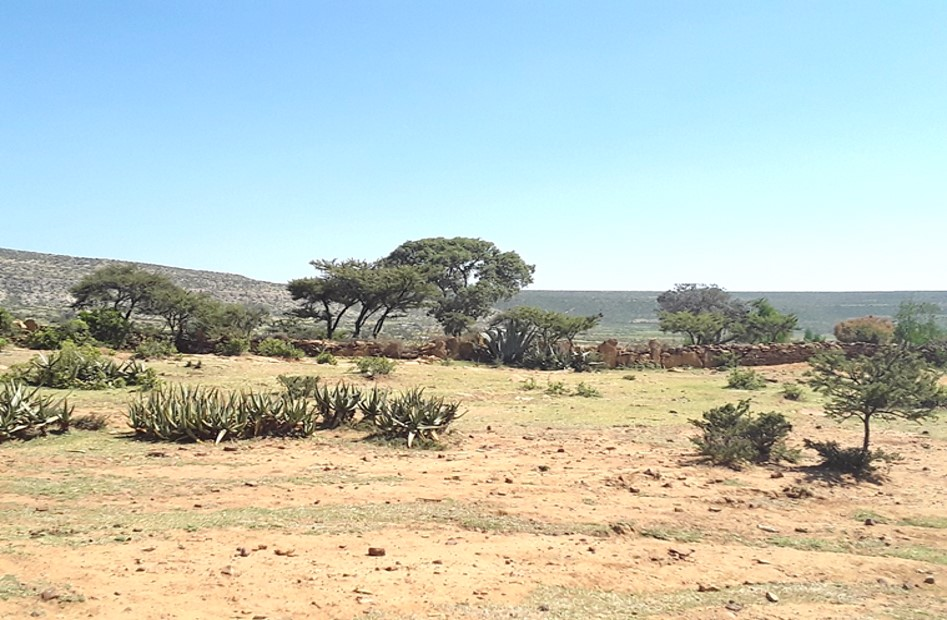
Fato (centrale graasplaats) in May Genet.
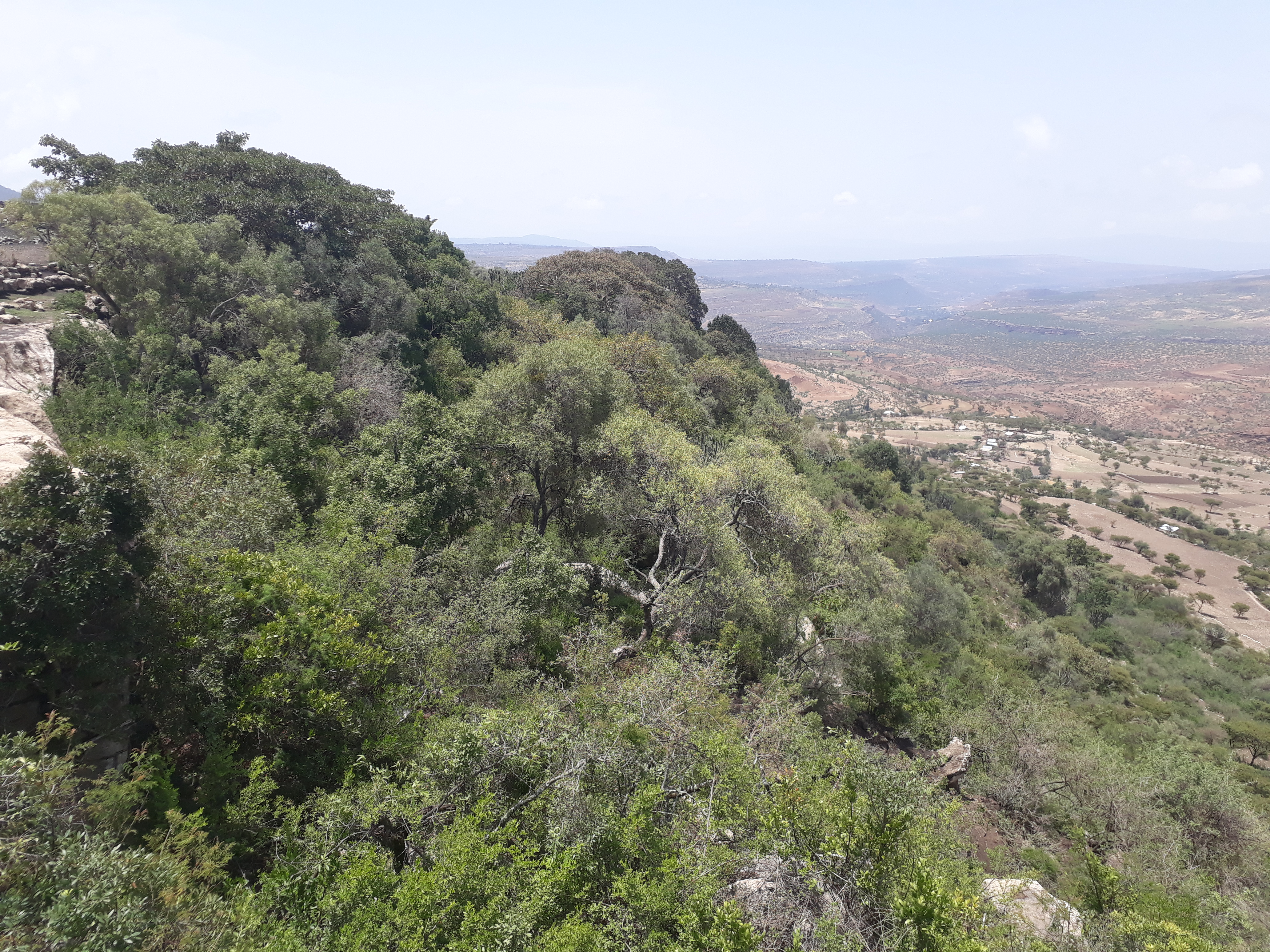
Kerkbos in May Be'ati.

Regio's (kililoch): Afar · Amhara · Benishangul-Gumuz · Gambela · Harari · Oromia · Sidama · Somali · Tigray · Yedebub Biheroch Bihereseboch na Hizboch · Zuidwest
Bestuurlijk onafhankelijke steden (astedader akababiwach): Addis Abeba · Dire Dawa